# Rivarennes, Indre-et-Loire

Rivarennes este o comună în departamentul Indre-et-Loire, Franța. În 1 ianuarie 2022 avea o populație de 988 de locuitori.